# Crăiești (gmina Adămuș)
Crăiești (węg. Magyarkirályfalva) – wieś w Rumunii, w okręgu Marusza, w gminie Adămuș. W 2011 roku liczyła 1006 mieszkańców.